# Табысты
Табысты (каз. Табысты, до 2000 г. — Соцкурылыс) — село в Мактааральском районе Туркестанской области Казахстана. Входит в состав Алгабасского сельского округа. Код КАТО — 514437300.

## Население
В 1999 году население села составляло 1402 человека (675 мужчин и 727 женщин). По данным переписи 2009 года, в селе проживало 1789 человек (890 мужчин и 899 женщин).